# Szkoła średnia

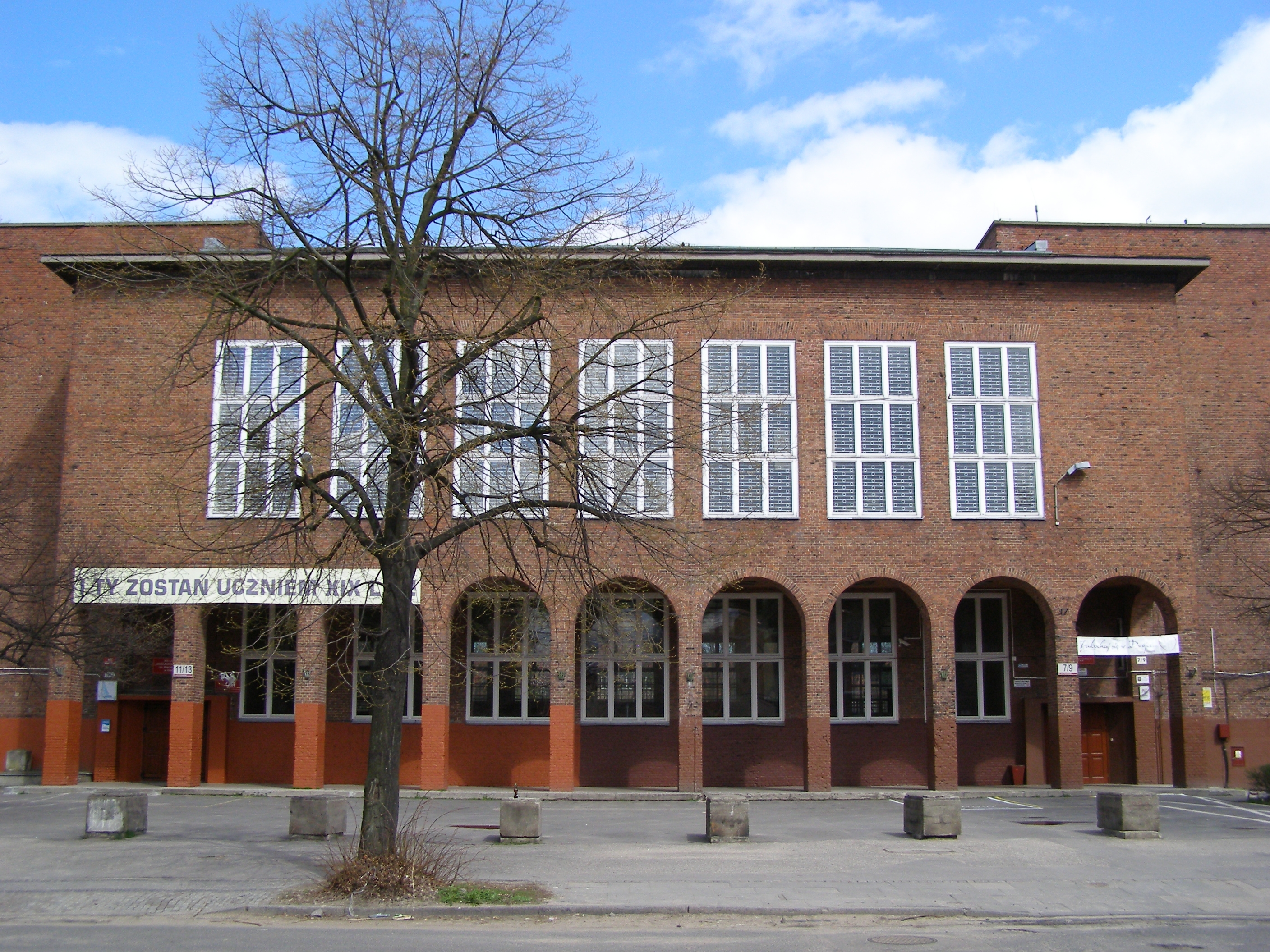
Budynek szkoły średniej (liceum ogólnokształcącego) w Gdańsku

Szkoła średnia – typ szkoły występujący w systemie edukacyjnym wielu państw świata. 
Może być to szkoła nieobowiązkowa, do której można uczęszczać po zakończeniu edukacji na poziomie podstawowym (szkoły podstawowej). Może być zakończona maturą.

## W Polsce
W Polsce szkołami średnimi nazywa się szkoły ponadpodstawowe (dawniej szkoły ponadgimnazjalne) dające wykształcenie średnie, czyli licea oraz technika. 